# Clan Gordon
Clan Gordon, también conocido como Casa de Gordon es un clan escocés. El jefe del clan es el poderoso Conde de Huntly, y ahora también Marqués de Huntly.

## Historia

### Orígenes
El primer Gordon en los registros es Richard de Gordon, anteriormente de Swinton, del que se dice que fue el nieto de un famoso caballero que dio muerte a algún animal monstruoso en el Merse durante al época de Malcolm III de Escocia. Este Richard era Señor de la Baronía de Gordon en el Merse. Richard de Gordon murió probablemente alrededor de 1200. Entre 1150 y 1160 donó unos terrenos de su propiedad a los Monjes de Santa María en Kelso, una concesión confirmada por su hijo Thomas Gordon. Otro notable Gordon de esta época fue Bertram de Gordon que hirió a Ricardo de Inglaterra con una flecha en Châlons.
Alicia Gordon, IV de la familia Gordon fue la heredera  que se casó con su primo, Adam Gordon. Adam Gordon fue enviado por Alejandro III de Escocia junto a Luis de Francia a Palestina. Una tradición cuenta que todos los Gordon de Escocia descienden del nieto de este Adam. Este Adam Gordon ayudaría a William Wallace a recuperar en 1297 el Castillo de Wigtown, del que sería hecho Gobernador .

### Guerras de Independencia escocesa
Durante las guerras de Independencia de Escocia, Adam Gordon, que había apoyado a William Wallace, renegó de su aceptación a las reclamaciones de Edward I de Inglaterra y se convirtió en un ardiente defensor de Robert Bruce. Adam murió luchando al frente del Clan Gordon en la Batalla de Halidon Hill en 1333 pero su hijo Sir Alexander Gordon huyó y fue el primer Gordon en ser designado "de Huntly".
El jefe Sir John Gordon murió al frente de su clan en la Batalla de Otterburn donde los ingleses fueron derrotados en 1388. Su hijo, el Jefe Sir Adam Gordon, murió igualmente en la Batalla de Homildon Hill, también conocida como la Batalla de Humbleton Hill el 14 de septiembre de 1402. El jefe dejó una única hija una niña llamada Elizabeth Gordon que se casó con Alexander Seton, hijo de Sir William Seton, jefe delClan Seton.

### sigloXVy conflictos de clan
La Batalla de Arbroath se luchó en 1445 y en ella perdió la vida Patrick Gordon de Methlic, un primo del Conde de Huntly, luchando contra el Clan Lindsay. Los Condes de Aberdeen descendienden de este Patrick.
En 1449 Alexander Seton, I conde de Huntly y primogénito de Elizabeth Gordon y Alexander Seton, Lord Gordon, cambió el nombre familiar de Seton a Gordon. Sus herederos varones con su tercera mujer Elizabeth Crichton seguirían llevando el apellido y serían jefes de Clan Gordon.
El jefe de Clan Lindsay, Alexander Lindsay, Conde de Crawford, fue derrotado por el Clan Gordon y Clan Ogilvy mandados por Alexander Gordon, conde de Huntly (anteriormente Alexander Seton) en la Batalla de Brechin en 1452.
El Gordons se implicaron en las luchas entre el rey y el Clan Douglas. Los Gordons apoyaron al rey pero cuando Gordon se dirigió al sur, el Conde de Moray que era aliado de los Douglases devastó sus tierras e incendió Huntly Castle. No obstante, los Gordons regresaron y derrotaron a sus enemigos. Huntly Castle fue reconstruido y tras la derrota final de los  Douglas, los Gordon vieron fortalecido su poder. En 1454 los Douglas se rebelaron nuevamente y cuando enfrentaron al rey en el del sur y con los Huntly en el norte fueron totalmente derrotados, poniendo fin a la confederación de Douglas, Ross y Crawford. Por sus contribuciones notables Alexander Gordon, conde de Huntly fue llamado el Gallo del norte, un señalamiento que ha sido desde entonces dada a los  cabezas de clan Gordon.

### sigloXVIy conflictos de clan
En 1513, durante las Guerras Anglo-escocesas, el Clan Gordon dirigido por Alexander Gordon, III conde de Huntly luchó en la Batalla de Flodden.
En 1526 el título de Conde de Sutherland y la jefatura del Clan Sutherland pasó por derecho de matrimonio a Adam Gordon hijo menor de George Gordon, II conde de Huntly.
Más tarde durante las guerras Anglo-escocesas, George Gordon, IV conde de Huntly derrotó a un ejército inglés en la Batalla de Haddon Rig en 1542 pero los Gordons formaron parte posteriormente del ejército escocés derrotado en la Batalla de Pinkie Cleugh en 1547.
El Jefe George Gordon, IV conde de Huntly fue General de las fuerzas en la Frontera que enfrentaron a las fuerzas de Enrique VIII de Inglaterra y Gordon obtuvo numerosas victorias. Perdió la vida en la Batalla de Corrichie en 1562 luchando contra las fuerzas de James Stuart, Conde de Moray (medio-hermano de María I de Escocia). Gordon fue asesinado y su hijo, Sir John, y otros miembros de su familia serían ejecutados posteriormente en Aberdeen.
A lo largo del siglo XVI XVI el Clan Gordon estuvo implicado en una dura lucha larga contra el Clan Forbes. En los años 1520 hubo asesinatos por ambos bandos, y uno de los más destacados miembros muerto por los Forbes fue Seton de Meldrum, personaje muy cercano al Conde de Huntly, jefe de Clan Gordon. El Conde de Huntly inició un complot contra el Master de Forbes, el hijo del sexto Lord Forbes, que estaba involucrado en el asesinato de Seton de Meldrum. El Master de Forbes fue acusado por el Conde de Huntly de conspirar para asesinar a Jacobo V de Escocia en 1536 disparándole un cañón, por lo que fue juzgado y ejecutado, aunquep pocos días después, la condena fue revertida y la familia Forbes recuperó el favor real. La reforma protestante añadió un nuevo elemento a la contienda entre Forbes y Gordon, ya que los Gordon continuaron siendo católicos mientras que los Forbes se convirtieron al protestantismo. Los enemigos tradicionales de los Forbes como el Clan Leslie, el Clan Irvine y el Clan Seton se alinearon con los Gordon mientras que familias protestantes como el Clan Keith, el Clan Fraser y el Clan Crichton se unieron al Clan Forbes. Veinte Gordons fueron asesinados en un banquete celebrado en Druminnor Castle en 1571. Más tarde en 1571 la contienda llegó a su clímax en las Batalla de Tillieangus, y Craibstone, y Druminnor, entonces sede del jefe de Clan Forbes fue saqueado. Los Gordons prosiguieron con la masacre de veintisiete Forbes de Towie en Corgarff Castle. El Parlamento tuvo que emitir dos actas para que los clanes depusieran las armas.
En 1594 las fuerzas de George Gordon, I Marqués de Huntly derrotaron a las de Archibald Campbell, VII Conde de Argyll en la Batalla de Glenlivet.

### sigloXVIIy Guerra Civil
El registro del Privy Seal nos informa de que en 1615 Alexander Leask del Clan Leask presentó una queja por la agresión de Adam Gordon, hermano del Laird de Gight, en el Yet de Leask, hiriéndole gravemente. Ese mismo año, los Gordon atacaron nuevamente a los Leasks, por lo que George Gordon fue declarado fuera de la ley. En 1616, William Leask de aquel Ilk fue abordado por John Gordon de Ardlogy y un grupo de hombres armados con pistolets y hagbuts.

En 1644 Alexander Bannerman de Pitmedden se enfrentó en un duelo con su primo, Sir George Gordon de Haddo, y le hirió. También en 1644 durante la Guerra Civil en la Batalla de Aberdeen hubo Gordons en ambos bandos. Sir Lewis Gordon dirigió a sus fuerzas en el lado Covenanter mientras Sir Nathaniel Gordon dio su apoyo a los Realistasrigió sus fuerzas en soporte del Royalists.
Durante la Guerra Civil el segundo Marqués de Huntly fue un feroz realista y sus seguidores han pasado a la historia como el Caballo de Gordon, interviniendo destacadamente en las campañas del marqués de Montrose. La caballería del Clan Gordon luchó en apoyo de los realistas en la Batalla de Auldearn en 1645 donde ayudaron a derrotar a los Covenanters de Lord Seaforth. El Clan Gordon luchó en la Batalla de Alford en 1645, dirigidos por George Gordon, II Marqués de Huntly. Su primogénito, George Gordon cayó en esta batalla. También en 1645, Lewis Gordon, jefe de clan y III Marqués de Huntly incendió el castillo de Brodie, propiedad del Clan Brodie.
En 1682 William Gordon de Cardoness Castle, fue asesinado en una lucha contra Sir Godfrey McCulloch. McCulloch huyó de Escocia por un tiempo, pero regresó, sólo para ser aprehendido y ejecutado en 1697.

### sigloXVIIIy Levantamientos Jacobitas

#### Levantamiento Jacobita de 1715
Los Gordons lucharon en ambos bandos durante los levantamientos jacobitas de 1715 y 1745. En 1715, las fuerzas del Clan Gordon eran contados por el General George Wade como 1000 Claymores. El segundo Duque de Gordon siguió a los jacobitas en 1715 y luchó en la Batalla de Sheriffmuir.

#### Levantamiento Jacobita de 1745
Cosmo Gordon, III Duque de Gordon apoyó al gobierno británico durante la rebelión de 1745. Sin embargo, su hermano Lord Lewis Gordon, reclutó dos regimientos Jacobitas contra la Casa de Hanover Los Gordon jacobitas lucharon en la Batalla de Inverurie (1745), la Batalla de Falkirk (1746) y la Batalla de Culloden (1746).

### Regimientos del Ejército británico
Dos regimientos llamados los "Gordon Highlanders" fueron reclutados desde el Clan Gordon. El primero fue el "81.º" formado en 1777 por el Coronel William Gordon, hijo del Conde de Aberdeen y fue desmantelado en 1783. El segundo fue el "92.º" creado por Alexander el IV Duque de Gordon en 1794.

## Tartanes

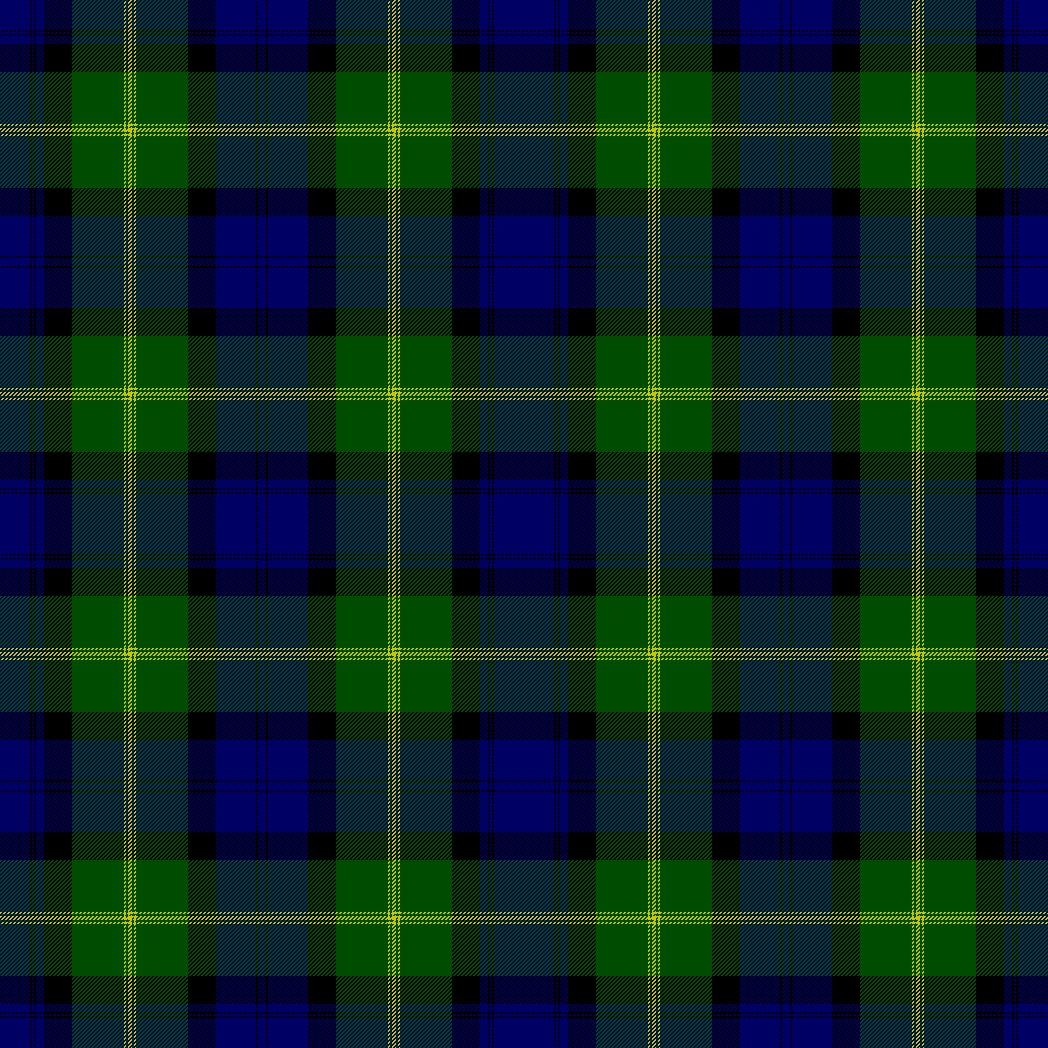
Tartan Gordon, tal como aparece en el Vestiarium Scoticum de 1842. El tartan está basado en el tartan de la Guardia Negra.

Clan Gordon ha reconocido varios tartanes:
- Gordon (Moderno).
- Gordon (Vestido).
- Gordon (Antiguo).
- Gordon (Weathered).
- Gordon (Muted).
- Gordon (Rojo).

El tartán Gordon Moderno fue utilizado por los Highlanders Gordon, (ahora Los Highlanders (4.º Batallón, Regimiento Real de Escocia)) y es a veces referido como "Militar". El propio tartan está basado en  el tartán de la Guardia Negra con una raya amarilla adicional. El tartán rojo de Gordon es llamado a veces "Huntly".
El tartán moderno fue utilizado durante muchos años como tartán de tropa para el 10.º Finchley (escocés) Grupo de Exploradores, Londres N3. El grupo de exploradores era y aún es el único grupo al sur de la frontera que lleva kilts y mantiene activamente sus vínculos con el clan Gordon. Cada cuatro años (con algunas excepciones) acampan en las tierras de Aboyne Castle y el Marqués asiste a las cenas de Burns como invitado de honor en el salón. La banda de gaitas interpreta siempre "La marcha del gallo del norte 6/8" durante su regreso al salón tras los desfiles y cada miembro viste una insignia mostrando la cabeza de ciervo que forma parte de la cresta el clan. Un retrato de la banda fuera del actual salón muestra a todos los miembros vistiendo kilts Gordon.

## Castillos
Los castillos que ha sido poseídos por el Clan Gordon incluyen entre muchos otros:

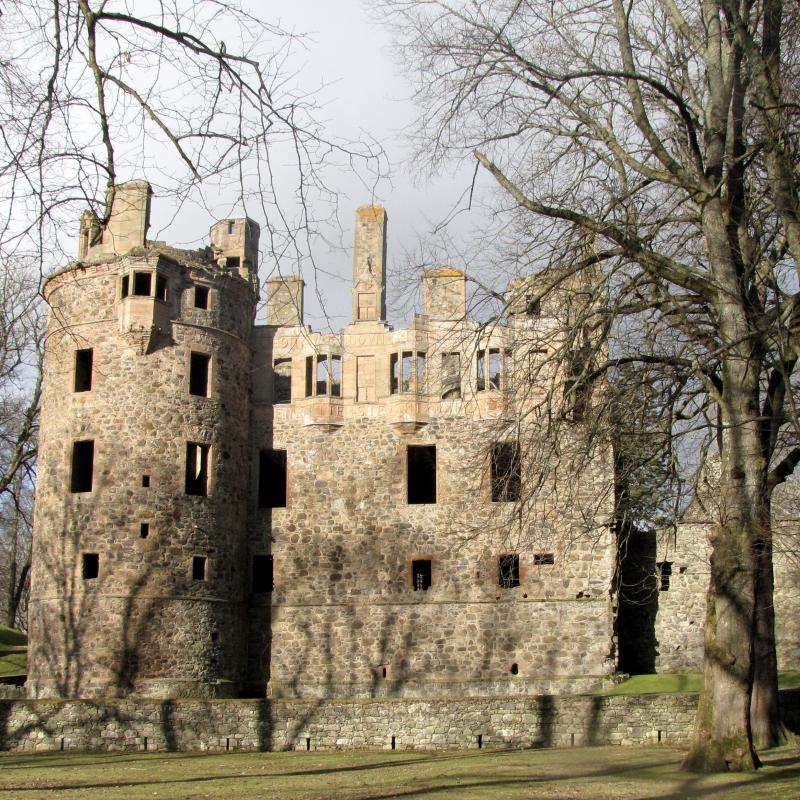
Ruinas de Huntly Castle, sede histórica de la familia Gordon de Huntly, jefes de Clan Gordon.

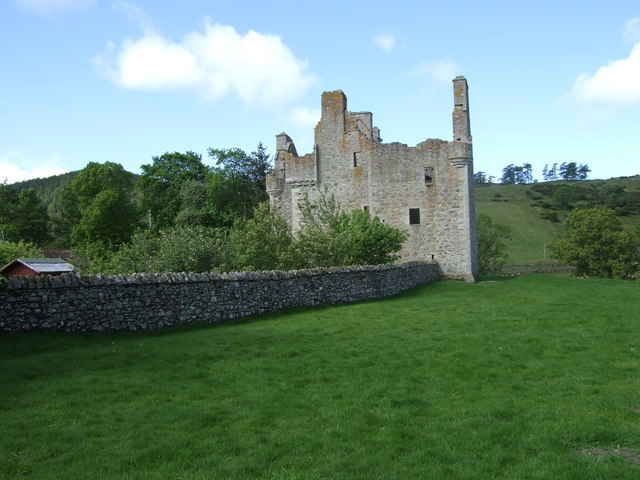
Ruinas de Glenbuchat Castle, antigua sede de los Gordon de Glenbuchat.

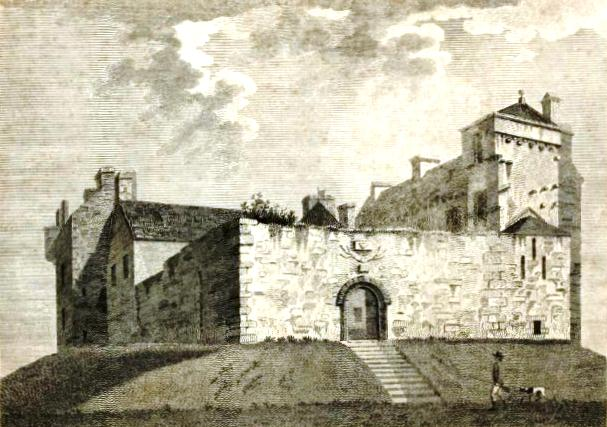
Ruinas de Kenmure Castle, antigua sede de los Gordon Vizcondes de Kenmure.

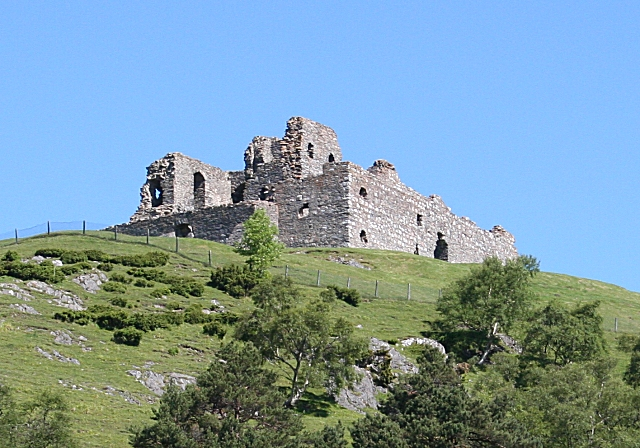
Ruinas de Auchindoun Castle asiento anterior de los Gordon de Auchindoun.

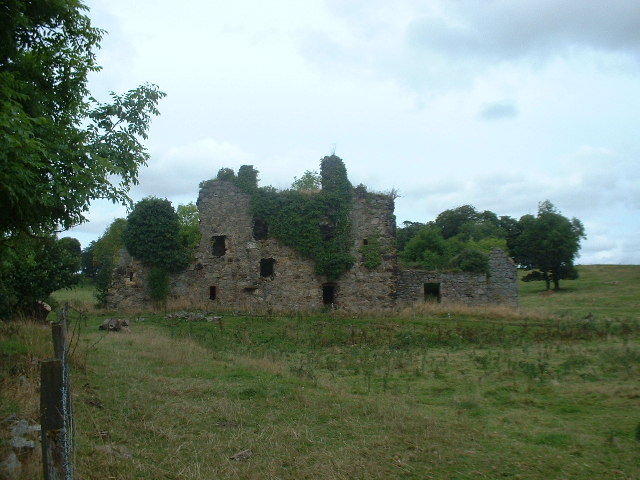
Las ruinas de Gight Castillo, asiento anterior de los Gordons de Gight.

- Gordon Castle, que se levantaba al norte del pueblo de Gordon, en Berwickshire era una vieja fortaleza, pese a que su ubicación exacta no es segura.[7] Los Gordon dominaron el castillo desde el siglo XII, pero como recompensa por su apoyo a Robert Bruce, recibieron tierras en Strathbogie en Aberdeenshire. A una milla de Strathbogie estaba Huntly donde los Gordon tuvieron un castillo, y Huntly dio su nombre al castillo más famoso de los Gordon que originalmente recibía el nombre de Strathbogie, en Aberdeenshire.
- Huntly Castle, justo al del norte de Huntly en Aberdeenshire es ahora una ruina que consta de un bloque rectangular grande con una torre de ronda sustancial en un extremo, con restos de un patio y otros edificios. Hay restos de cantería decorativa y tres miradores en la parte superior del edificio. Las tierras habían pasado del Clan Seton al Clan Gordon en el siglo XIV. El castillo original fue incendiado por el Clan Douglas en 1452 y fue reconstruido. El nombre de la propiedad cambió de Strathbogie a Huntly en 1506. Durante el levantamiento Jacobita de 1745 el castillo fue ocupado por soldados Hanoverianos pero por entonces había sido abandonado como residencia. Algunos de los materiales de Huntly fueron utilizado para construir el Huntly Castle Hotel.
- Gordon Castle, está a ocho millas y medio de Elgin, Moray, y los Gordons tuvieron un castillo allí desde el siglo XV. En el siglo XVIII fue ampliado y remodelado para el Duque de Gordon. Fue vendido al gobierno en 1936 y resultó muy dañado  durante la Segunda Guerra Mundial. El castillo fue recomprado por los Gordon-Lennox, pero la mayoría fue derribado aparte de un bloque de seis pisos y dos alas separadas.
- Abergeldie Castle, cinco millas al oeste de Ballater, Aberdeenshire, data del siglo XVI. Abergeldie fue propiedad de los Gordons desde 1482. En 1547 James Gordon de Abergeldie fue asesinado en la Batalla de Pinkie Cleugh y en 1562 Alexander Gordon de Abergeldie participó en el levantamiento del conde de Huntly contra la reina María de Escocia. Estuvo también en la Batalla de Glenlivet en 1594. Durante la contienda con el Clan Forbes, siete hijos de Gordon de Knock fueron asesinados por Forbes de Strathgirnock y como resultado Forbes fue ejecutado por Gordon de Abergeldie. El castillo fue incendiado por el Clan Mackenzie en 1592.
- Glenbuchat Castle, cuatro millas al oeste de Kildrummy, Aberdeenshire, data de 1590. Fue capturado por Jacobo VI durante la rebelión Huntly  de 1594. El Brigadier-General John Gordon de Glenbuchat luchó por los jacobitas en los levantamientos de 1715 y 1745, dirigiendo a los Gordons y a los Farquharsons en la Batalla de Culloden. Huyó a Noruega y murió en Francia. El castillo estaba en ruinas en 1738 y fue vendido al Conde de Fife. Fue reemplazado por la Glenbuchat House y Historic Scotland se ha hecho cargo del castillo.
- Rothiemay Castle, en Milltown de Rothiemay, data del siglo XV. Esté cinco millas al norte de Huntly. María de Escocia pudo haberse alojado allí durante la rebelión Huntly de 1562. En 1618 el castillo fue atacado por George Gordon de Gight. En 1630 William Gordon de Rothiemay y otros murieron quemados en el castillo de Frendraught en circunstancias sospechosas. James Crichton de Frendraught no mantenía buenas relaciones con Rothiemay pero fue exonerado. Aun así, Lady Rothiemay empleó Highlanders para atacar a los Crichton, por lo que fue encarcelada en 1635, aunque liberada poco después.
- Haddo House, diez millas oeste del norte de Ellon, Aberdeenshire, en la ubicación de una antigua fortaleza de los Gordon desde 1429. Patrick Gordon de Haddo murió en la Batalla de Arbroath en 1446. Sir John Gordon de Haddo fue creado Baronet de Nueva Escocia en 1642 y fue un ardiente partidario de James Graham durante la Guerra Civil, pero fue capturado tras el asedio del castillo. Haddo House está ahora gestionada por elNational Trust for Scotland.
- Fyvie Castle, una milla al norte de Fyvie, Aberdeenshire, propiedad de los Gordon Condes de Aberdeen de 1733 a 1889.
- Kenmure Castle, una milla al sur de New Galloway originalmente propiedad de los Balliols pero que pasó a los Gordons de Lochinvar en torno a 1297. Fue incendiado después de que los Gordon dieran la bienvenida a María de Escocia allí en 1568. En 1633 Sir John Gordon fue creado Vizconde de Kenmure. El castillo fue incendiado otra vez por Oliver Cromwell en 1650, después de que los Gordon apoyaran a Carlos I de Inglaterra. William Gordon, sexto Vizconde Kenmure fue decapitado en la Torre de Londres tras ser capturado en la Batalla de Preston (1715) luchando por los jacobitas. La propiedad y el título fueron recuperados en 1824 y el castillo restaurado. El castillo fue visitado por Robert Burns pero a raíz de un incendio en 1950 fue desmantelado.
- Auchindoun Castle, cerca de Dufftown es una torre ruinosa con planta de L, originalmente gobernada por el Clan Ogilvy pero que pasó al clan Gordon en 1535. Adam Gordon de Auchindoun era el dirigente de una partida de Gordons que incendió Corgarff Castle matando a Margaret Campbell, esposa de Forbes de Towie junto con su familia y seguidores. Auchindoun Castle pudo haber sido incendiado en 1544 o 1671. El castillo fue saqueado después de que James Stewart, II Conde de Moray fuera asesinado en Donibristle por Gordon, Marqués de Huntly y Sir Patrick Gordon de Auchindoun en 1592. Sir Patrick Gordon de Auchindoun murió posteriormente en la Batalla de Glenlivet en 1594. El castillo está al cuidado de Historic Scotland.
- Gight Castillo, en Gight, cerca de Fyvie, Aberdeenshire, propiedad de los Gordons de Gight y William Gordon de Gight murió en la Batalla de Flodden en 1513. El sexto Gordon laird de Gight rompió su espada en la cabeza del Laird de Leask. El séptimo Gordon laird de Gight era un recaudador de impuestos que virtualmente saqueó la ciudad de Banff, Aberdeenshire y se quedó con todo el dinero. La heredera, Catherine Gordon de Gight, se casó con John "Mad Jack" Byron y fueron padres del poeta Lord Byron. John Byron tuvo que vender la propiedad debido a las deudas, que fue adquirida por los Gordon Condes de Aberdeen.
- Aboyne Castle, cerca de Aboyne, Aberdeenshire, es la sede actual del Marqués de Huntly, jefe de Clan Gordon.